# Ingolsheim
Ingolsheim település Franciaországban, Bas-Rhin megyében. Lakosainak száma 361 fő (2022. január 1.). Ingolsheim Cleebourg, Drachenbronn-Birlenbach, Hunspach, Seebach és Riedseltz községekkel határos.

## Népesség
A település népességének változása:
| Lakosok száma | 284  | 294  | 310  | 319  | 333  | 347  | 348  | 357  | 361  |
|               | 2013 | 2015 | 2016 | 2017 | 2018 | 2019 | 2020 | 2021 | 2022 |